# 第48回ブルーリボン賞 (鉄道)

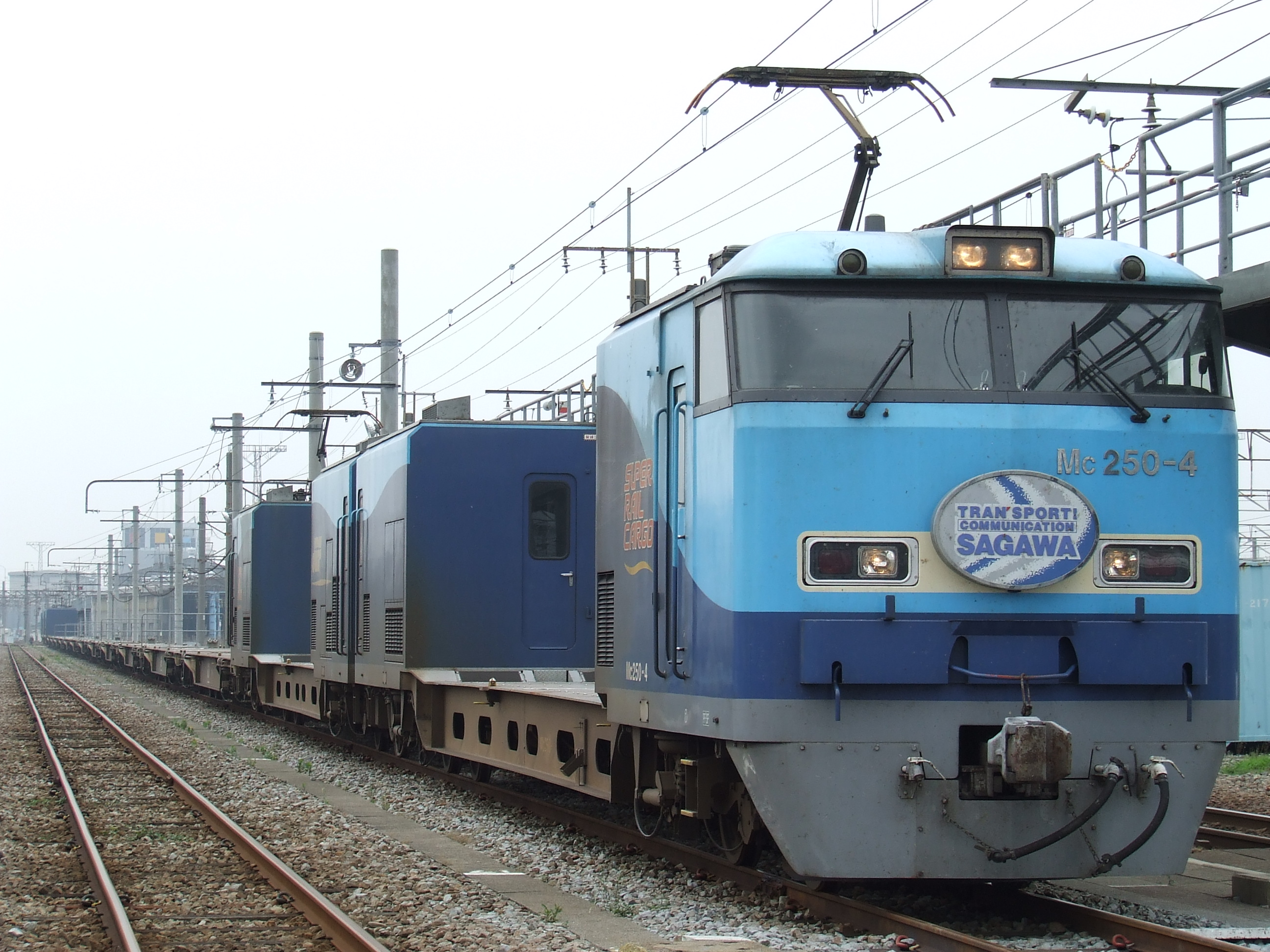
第48回ブルーリボン賞　JR貨物M250系

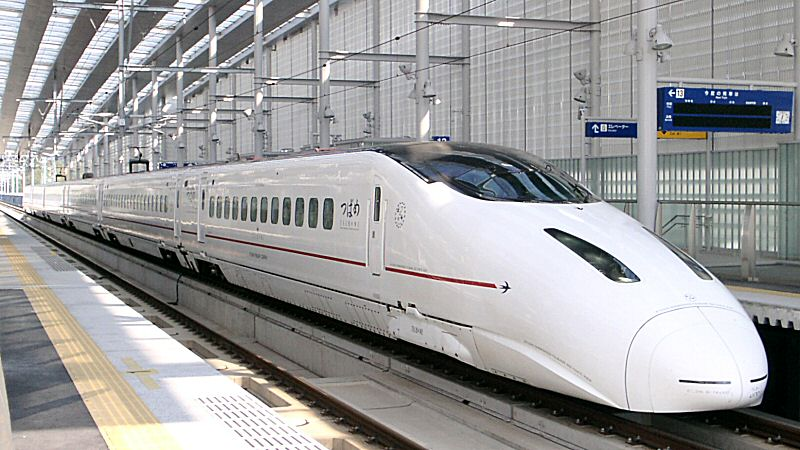
第45回ローレル賞
JR九州800系新幹線

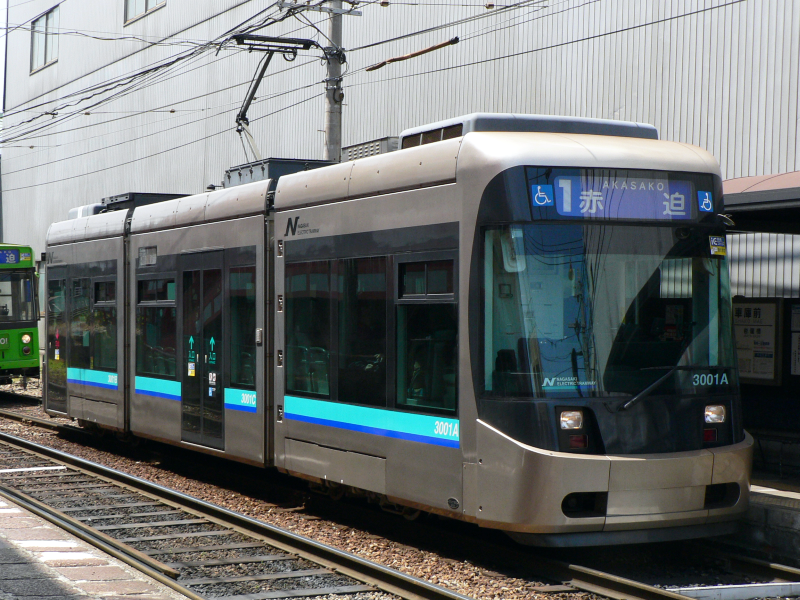
第45回ローレル賞
長崎電気軌道3000形

第48回ブルーリボン賞（だい48かいぶるーりぼんしょう）は、2005年に鉄道友の会が選定したブルーリボン賞である。本項では、第45回ローレル賞（だい45かいろーれるしょう）についても併せて記す。

## 概要
日本国内で使用する鉄道・軌道車両のうち、2004年1月1日から12月31日までの間に日本国内で営業運転に就いた新形式車両またはそれとみなせる車両で、候補車両決定の時点で現に営業をしていることを概ねの要件とする選定候補車両12車種のなかから、ブルーリボン賞1形式、ローレル賞2形式が選定された。

## 選定車両

### ブルーリボン賞
- 日本貨物鉄道 M250系電車
  - 有効投票数4012票のうち最高得票の1138票により選定。

### ローレル賞
- 九州旅客鉄道 800系新幹線電車
  - 急勾配へ対応、洗練された外観デザイン、癒しの室内デザインを評価し選定。
- 長崎電気軌道 3000形電車
  - 駆動装置の工夫によるメンテナンス性の高い車軸付台車を用いた100％の低床化の実現、低床車として洗練された完成度の高さを評価し選定。

## 候補車両
鉄道友の会ブルーリボン賞・ローレル賞選考委員会が候補車両とした12車種。
| 会社名                  | 車両形式                               |
| ----------------------- | -------------------------------------- |
| 東日本旅客鉄道          | サロE231形電車 サロE230形電車          |
| 日本貨物鉄道            | M250系電車                             |
| 日本貨物鉄道            | EF510形電気機関車                      |
| 東武鉄道                | 50000系電車                            |
| 東京地下鉄 東葉高速鉄道 | 05系電車13次車 2000系電車              |
| 湘南モノレール          | 5000系電車                             |
| 名古屋鉄道              | 3300系電車 3150系電車                  |
| 名古屋臨海高速鉄道      | 1000形電車                             |
| 万葉線                  | MLRV1000形電車                         |
| 九州旅客鉄道            | 800系新幹線電車                        |
| 九州旅客鉄道            | キハ40系気動車（はやとの風用他改造車） |
| 長崎電気軌道            | 3000形電車                             |